# Samara (stacja kolejowa)
Samara – stacja kolejowa w Samarze, w obwodzie samarskim, w Rosji. Stacja znajduje się na trasie kolei transsyberyjskiej.

## Historia dworca
Pierwszy dworzec kolejowy w Samarze został zbudowany w 1876 roku. Był on eksploatowany przez 120 lat. Powierzchnia starego budynku wynosiła 3380 m².
2 sierpnia 1996 roku położono kamień węgielny pod fundament nowego dworca. Dwa lata później otworzono pierwszą część nowego budynku zawierającą poczekalnię. W grudniu 1999 roku oddano do użytku tunel o długości ponad 240 metrów, łączący plac dworcowy z peronami. Budowa tego segmentu dworca zostało sfinalizowane 24 grudnia 2001 otwarciem wysokich kondygnacji budynku, w których mieści się centrum obsługi, poczekalnie, centrum kultury oraz obsługa administracyjna i techniczna dworca.

## Dzieje współczesne
Łączna powierzchnia części użytkowych wynosi ponad 32 tysiące m². Przepustowość wynosi 11,8 tysięcy pasażerów na dobę. Jednocześnie dworzec może pomieścić 16 tysięcy osób.
Na dworcu znajdują się dwie poczekalnie o podwyższonym komforcie.
Dworzec posiada taras widokowy, znajdujący się na wysokości 95 metrów, widoczna jest z niego rzeka Wołga oraz Samara, można zobaczyć także historyczne centrum miasta. 
Budynek, łącznie z kopułą i iglicą ma wysokość 101 metrów, co czyni go najwyższym dworcem w Europie. Znajduje się tam muzeum Magistrali Kujbyszewskiej, oraz otworzona w 2010 cerkiew Smoleńskiej Ikony Matki Bożej.

## Ruch pasażerski
Ze stacji odjeżdżają pociągi w kierunku:
- Taszkentu
- Moskwy
- Władywostoku
- Czelabińska
- Orenburga
- Ufy
- Kazania
- Orska
- Tomska
- Jekatynburga
- Petersburga

Prowadzony jest również ruch lokalny.